# Ĕ
Cette page contient des caractères spéciaux ou non latins. S’ils s’affichent mal (▯, ?, etc.), consultez la page d’aide Unicode.
Ĕ (minuscule : ĕ), ou E bref, est une lettre latine qui était utilisée dans l’écriture du malaisien avant 1972 et du roumain avant 1904. Elle est composée de la lettre E diacritée d'une brève.

## Utilisation
- Roumain : le ‹ ĕ › représentait une voyelle moyenne centrale /ə/, le même son que le ‹ ă ›, par lequel il a été remplacé en 1904. Il était utilisé là où un ‹ e › était utilisé dans les mots latins, par exemple : ‹ împĕrat › « empereur », aujourd’hui écrit ‹ împărat ›.

## Représentations informatiques
Le E bref peut être représente avec les caractères Unicode suivants :
- précomposé (latin étendu A)[1] :

| formes    | représentations | chaînes de caractères | points de code | descriptions                    |
| --------- | --------------- | --------------------- | -------------- | ------------------------------- |
| capitale  | Ĕ               | Ĕ                     | U+0114         | lettre majuscule latine e brève |
| minuscule | ĕ               | ĕ                     | U+0115         | lettre minuscule latine e brève |

- décomposé (latin de base, diacritiques) :

| formes    | représentations | chaînes de caractères | points de code | descriptions                                |
| --------- | --------------- | --------------------- | -------------- | ------------------------------------------- |
| capitale  | Ĕ               | E◌̆                    | U+0045 U+0306  | lettre majuscule latine e diacritique brève |
| minuscule | ĕ               | e◌̆                    | U+0065 U+0306  | lettre minuscule latine e diacritique brève |